# Palma (film)
Pour les articles homonymes, voir Palma (homonymie).
Pour plus de détails, voir Fiche technique et Distribution.
Palma (Пальма) est un film russe réalisé par Alexandre Domogarov Jr., sorti en 2020,,,.

## Fiche technique
- Photographie : Sergueï Dytchouk
- Musique : Ivan Bourliaïev, Constantin Kouprianov, Dmitri Noskov
- Décors : David Dadounachvili, Oksana Chevtchenko, Constantin Chamtchourine
- Montage : Maxime Smirnov, Alexandre Dobronravov